# Куликівська селищна рада (Куликівський район)
Куликі́вська се́лищна ра́да — адміністративно-територіальна одиниця та орган місцевого самоврядування в Куликівському районі Чернігівської області. Адміністративний центр — селище міського типу Куликівка.

## Загальні відомості
Куликівська селищна рада утворена у 1919 році.
- Територія ради: 62,42 км²
- Населення ради: 6 034 особи (станом на 2001 рік)

## Населені пункти
Селищній раді підпорядковані населені пункти:
- смт Куликівка
- с. Пенязівка

## Склад ради
Рада складається з 26 депутатів та голови.
- Голова ради: Борщан Наталія Петрівна

### Керівний склад попередніх скликань
| Прізвище, ім'я, по батькові  | Основні відомості                                                        | Дата обрання | Дата звільнення |
| ---------------------------- | ------------------------------------------------------------------------ | ------------ | --------------- |
| Опанасенко Микола Михайлович | Селищний голова, 1955 року народження, освіта вища, член Народної партії | 26.03.2006   | 31.10.2010      |
| Опанасенко Микола Михайлович | Селищний голова, 1955 року народження, освіта вища, член Партії регіонів | 31.10.2010   | 01.01.2014      |
| Борщан Наталія Петрівна      | Селищний голова, 1969 року народження, освіта вища, позапартійна         | 25.05.2014   |                 |

Примітка: таблиця складена за даними сайту Верховної Ради України

### Депутати
За результатами місцевих виборів 2010 року депутатами ради стали:

#### За суб'єктами висування
| Суб'єкт висування                 | Кількість обраних депутатів | %    |
| --------------------------------- | --------------------------- | ---- |
| Партія регіонів                   | 12                          | 46,2 |
| Самовисування                     | 5                           | 19,2 |
| Політична партія «Сильна Україна» | 4                           | 15,4 |
| Партія «Справедливість»           | 2                           | 7,7  |
| Політична партія «Сила і честь»   | 2                           | 7,7  |
| Соціалістична партія України      | 1                           | 3,8  |

#### За округами
| № округу                          | Прізвище, ім'я, по батькові       | Дата визнання обраним | Освіта             | Партійна приналежність                  | Відомості про обраного депутата                                                         |
| --------------------------------- | --------------------------------- | --------------------- | ------------------ | --------------------------------------- | --------------------------------------------------------------------------------------- |
| Партія регіонів                   |                                   |                       |                    |                                         |                                                                                         |
| 1                                 | Ляховець Наталія Юріївна          | 02.11.2010            | вища               | член Партії регіонів                    | НАСК «Оранта», головний спеціаліст                                                      |
| 6                                 | Віктор Людмила Миколаївна         | 02.11.2010            | середня спеціальна | член Партії регіонів                    | СТОВ «Полісся», зоотехнік                                                               |
| 7                                 | Рудамьоткін Олександр Сергійович  | 02.11.2010            | вища               | член Партії регіонів                    | пенсіонер                                                                               |
| 8                                 | Дерев'янко Андрій Васильович      | 02.11.2010            | вища               | член Партії регіонів                    | Куликівський РЕМ, начальник диспетчерської служби                                       |
| 11                                | Соболь Олександр Миколайович      | 02.11.2010            | середня спеціальна | член Партії регіонів                    | Куликівський професійно-аграрний ліцей, головний бухгалтер                              |
| 13                                | Демешко Микола Васильович         | 02.11.2010            | середня            | член Партії регіонів                    | приватний підприємець                                                                   |
| 14                                | Іртач Наталія Михайлівна          | 02.11.2010            | вища               | член Партії регіонів                    | Куликівський СЕС, головний санітарний лікар                                             |
| 16                                | Гусак Ольга Павлівна              | 02.11.2010            | середня спеціальна | член Партії регіонів                    | Чернігівський ВД ФСС ТВП, провідний спеціаліст                                          |
| 20                                | Шемендюк Сергій Іванович          | 02.11.2010            | вища               | член Партії регіонів                    | Куликівська ДЮСШ, тренер — викладач                                                     |
| 21                                | Борщан Сергій Анатолійович        | 02.11.2010            | середня спеціальна | член Партії регіонів                    | СТОВ «Полісся», інженер                                                                 |
| 24                                | Чава Сергій Анатолійович          | 02.11.2010            | вища               | член Партії регіонів                    | Куликівська загальноосвітня школа, вчитель                                              |
| 26                                | Пономарчук Валентина Іванівна     | 02.11.2010            | середня            | член Партії регіонів                    | СТОВ «Полісся», бухгалтер                                                               |
| Партія «Справедливість»           |                                   |                       |                    |                                         |                                                                                         |
| 3                                 | Купріян Анатолій Андрійович       | 02.11.2010            | вища               | член Партії «Справедливість»            | Куликівський професійно-аграрний ліцей, майстер                                         |
| 5                                 | Кисіль Микола Васильович          | 02.11.2010            | середня спеціальна | позапартійний                           | Куликівський професійно-аграрний ліцей, майстер                                         |
| Політична партія «Сила і Честь»   |                                   |                       |                    |                                         |                                                                                         |
| 17                                | Білошенко Валентина Миколаївна    | 02.11.2010            | середня            | член Політичної партії «Сила і Честь»   | ПП «Глоба В. І.», продавець                                                             |
| 19                                | Грек Микола Іванович              | 02.11.2010            | середня            | член Політичної партії «Сила і Честь»   | пенсіонер                                                                               |
| Політична партія «Сильна Україна» |                                   |                       |                    |                                         |                                                                                         |
| 2                                 | Зеленський Сергій Семенович       | 02.11.2010            | вища               | член Політичної партії «Сильна Україна» | Відділ освіти Куликівської РДА, начальник господарської групи                           |
| 4                                 | Смаль Микола Іванович             | 02.11.2010            | вища               | член Політичної партії «Сильна Україна» | ПП «Північ хліб», директор                                                              |
| 22                                | Хорошок Володимир Іванович        | 02.11.2010            | середня            | член Політичної партії «Сильна Україна» | ВАТ «Облтеплокомуненерго», оператор                                                     |
| 25                                | Мацвійко Анатолій Григорович      | 02.11.2010            | середня спеціальна | член Політичної партії «Сильна Україна» | Центр позашкільної освіти, робітник по господарству                                     |
| Соціалістична партія України      |                                   |                       |                    |                                         |                                                                                         |
| 15                                | Глоба Людмила Миколаївна          | 02.11.2010            | вища               | член Соціалістичної партії України      | Куликівський територіальний центр, завідувач відділу                                    |
| Самовисування                     |                                   |                       |                    |                                         |                                                                                         |
| 9                                 | Митькевич Валентин Михайлович     | 02.11.2010            | вища               | позапартійний                           | Цетнр туристично-краєзнавчої творчості Чернігівської районної ради, директор            |
| 10                                | Баглай Володимир Петрович         | 02.11.2010            | вища               | позапартійний                           | Відділ ведення Державного реєстру виборців Куликівської РДА, начальник відділу          |
| 12                                | Скоромець Володимир Олександрович | 02.11.2010            | вища               | позапартійний                           | пенсіонер                                                                               |
| 18                                | Шимко Олена Володимирівна         | 28.07.2014            | вища               | позапартійна                            | Куликівський районний центр зайнятості, спеціаліст відділу по взаємодії з роботодавцями |
| 23                                | Качкарда Олександр Григорович     | 02.11.2010            | вища               | позапартійний                           | ВАТ «Чернігівгаз», головний інженер                                                     |